# محمود بهشتی لنگرودی
محمود بهشتی لنگرودی (زاده: ۱۵ خرداد ۱۳۳۹) فعال صنفی و اجتماعی، زندانی سیاسی سابق و مدنی از اعضای هیئت مدیره و دبیرکل سابق کانون صنفی معلمان ایران است که در احکام جداگانه توسط ابوالقاسم صلواتی و محمد مقیسه مجموعاً به ۱۴ سال زندان محکوم شد.
او در مردادماه سال ۱۳۹۹ با اتمام محکومیتش از زندان آزاد شد.

## محکومیت
محمود بهشتی لنگرودی نخستین بار در تابستان سال ۱۳۸۳ یک ماه بازداشت شد که با سپردن وثیقه آزاد شد بود و دادگاه پرونده او را مختومه اعلام کرد. دستگیری بعدی محمود بهشتی در ۲۵ اسفندماه سال ۱۳۸۵ و بعد از تجمع ۴ روزه بیش از ۳۰ هزار معلم روبروی مجلس بهارستان بود، تجمعی که در اعتراض به استرداد لایحه خدمات کشوری برگزار شده بود و این بازداشت به مدت یک ماه ادامه داشت و منجر به صدور حکم ۴ سال زندان تعلیقی در دادگاه قاضی صلواتی برای وی شد. در اردیبهشت سال ۱۳۸۹ بهشتی در پی اعتصاب غذا در خانه در اعتراض به وضعیت دیگر معلم زندانی رسول بداقی بازداشت شد و به مدت ۲ ماه در زندان اوین بود و این بار توسط دادگاه قاضی صلواتی به ۵ سال زندان تعزیری محکوم شد و او همزمان در صفحه شخصی فیسبوک خود اعلام کرد: «آقای صلواتی حکمم را به من ابلاغ کرد. پنج سال زندان به اتهام اجتماع و تبانی علیه امنیت ملی، یک سال زندان به اتهام تبلیغ علیه نظام، با احتساب چهار سال حبس تعلیقی جمعاً می‌شود ۹ سال زندان، به همین راحتی.»
وی روز ۱ بهمن ۹۸ به علت جلوگیری از شیوع کرونا در زندان‌ها به مرخصی رفت ولی به علت تمدید نشدن مرخصی‌اش در ۲۲ اردیبهشت ۱۳۹۹ در شرایطی که همچنان بحران شیوع ویروس کرونا ادامه دارد به زندان بازگشت.

## اعتصاب غذا
محمود بهشتی لنگرودی، از بدو ورود به زندان در شهریور ۱۳۹۴ دست به اعتصاب غذا زد و به مدت ۵ روز به منزل بازگشت، سپس با انتشار نامه‌ای اعلام کرد که از ۵ آذر در اعتراض به حکم ۹ سال زندان خود، دست به اعتصاب غذای مجدد زده است. این فعال صنفی بار دیگر از ابتدای اردیبهشت ۹۵ با انتشار نامه‌ای مبنی بر اعتراض به احکام صادره اعلام اعتصاب غذای نا محدود کرد. خواسته او برگزاری دادگاه علنی، با حضور هیئت منصفه طبق اصل ۱۶۸ قانون اساسی بود.
محمود بهشتی لنگرودی برای چندمین بار ۱۱ تیر ۱۳۹۷ در اعتراض به آزار و اذیت زندانیان سیاسی-عقیدتی و نقض حقوق آنان و اعتراض به شیوه دادرسی پرونده‌های فعالین صنفی دست‌به اعتصاب غذا زد و پس از ۱۴ روز و وخامت اوضاع جسمی به اعتصاب غذای خود پایان داد. او در بخشی از پیام اعتصاب غذای خود اعتراض خود را اینگونه بیان می‌کند: «حاکمیت به جای درک شرایط و تحلیل آن و پاسخگویی مناسب به مطالبات با انتساب اعتراضات به عوامل خارجی یا جناح‌های رقیب به زخمهای مردم نمک می‌پاشند و برخورد با معترضان را آسانترین و به زعم خود موثرترین راه برای حل مشکلات می‌دانند، و در شرایطی که اقشار ملت را به درک خطرات دشمن خارجی و توجه به شرایط حساس کنونی دعوت می‌کنند، نه تنها خود در زمینه وحدت ملی و ایجاد همدلی و همراهی گامی برنمی‌دارند بلکه با استفاده از ابزار تهدید بر حجم ناراضیان و نارضایتی‌ها می‌افزایند.»

## نامه به آملی لاریجانی
محمود بهشتی لنگرودی اردیبهشت ۱۳۹۵ زمانی که در زندان اوین و در اعتصاب غذا بود طی نامه‌ای به صادق آملی لاریجانی رئیس وقت قوه قضائیه جمهوری اسلامی ایران وضعیت کشور را حاصل عملکرد مسئولان دانست و در اعتراض به سخت‌گیری‌ها و محدودیت بر فعالیت صنفی معلمان نوشت: «آیا تاکنون از خود پرسیده‌اید که معلمان بی‌سلاح چگونه می‌توانند امنیت ملی را خدشه‌دار کنند؟ آیا حضور در تجمعات مسالمت‌آمیز، آن‌هم در مقابل خانه ملت، موجب اخلال در امنیت ملی می‌شود؟ آیا پذیرفتنی است که در آزادترین کشور دنیا، معلمان را به اتهام دفاع از حقوق همکاران خود به حبس و تبعید محکوم نمایند؟ به راستی کدام کشور استبدادزده را می‌شناسید که چنین احکامی را برای معلمان جامعه خود صادر کرده‌باشد؟ آیا زندانی کردن انسان‌های بی‌گناه به مصلحت جامعه، ملت یا حتی نظام است؟»

## آزادی از زندان و دستگیری مجدد
محمود بهشتی لنگرودی، پس از ۲۱ روز اعتصاب غذا از ابتدای اردیبهشت ۹۵ که ۱۰ روز آن به صورت اعتصاب غذای خشک بود، به بیمارستان منتقل شد، و نهایتاً به خانه بازگشت. آقای بهشتی با «حکم آزادی» از بیمارستان مرخص شده است. محمود بهشتی پس از یک سال و نیم آزادی، مجدد در شهریور سال ۹۶ دستگیر و به زندان منتقل شد. در نهایت محمود بهشتی لنگرودی در سال ۱۳۹۹ طی مرخصی متصل به آزادی از زندان اوین آزاد شد.